# Gulaskjeret (Lindås)
Ne doit pas être confondu avec Gulaskjeret, Gulaskjeret (Bergen) ou Gulaskjeret (Bjørnafjorden).
Gulaskjeret est une île dans le landskap Sunnhordland du comté de Vestland. Elle appartient administrativement à Lindås.

## Géographie
Rocheuse et désertique, à fleur d'eau, elle s'étend sur environ 48 m de longueur pour une largeur approximative de 25 m. 